# Chūgū-ji

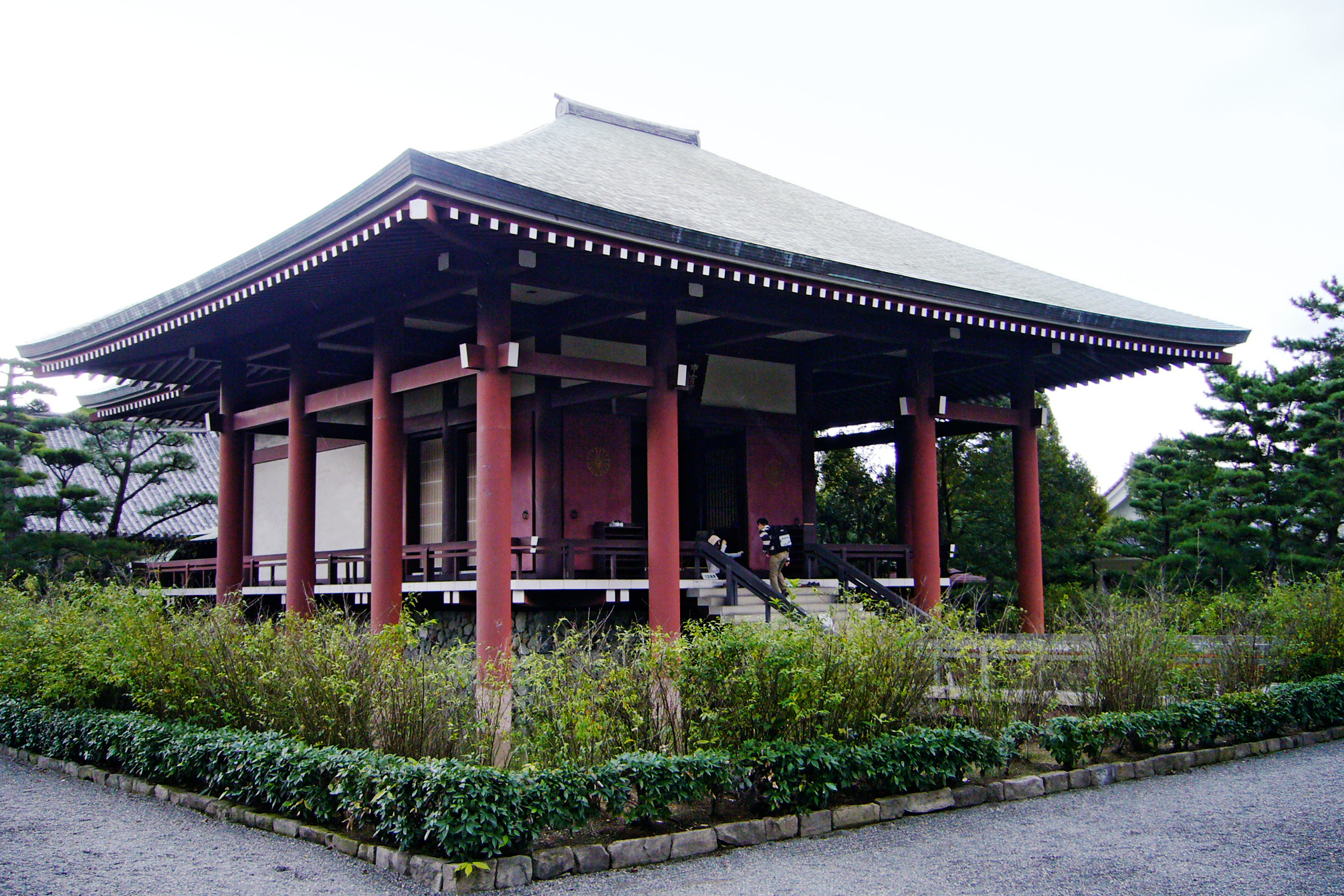
Haupthalle (本堂, hondō) des Tempels

Der Chūgū-ji (japanisch 中宮寺) ist ein buddhistischer Tempel in der Stadt Ikaruga (Landkreis Ikoma) der japanischen Präfektur Nara, in unmittelbarer östlicher Nachbarschaft des Hōryū-ji, unter dessen Verwaltung er lange Zeit stand.

## Geschichte

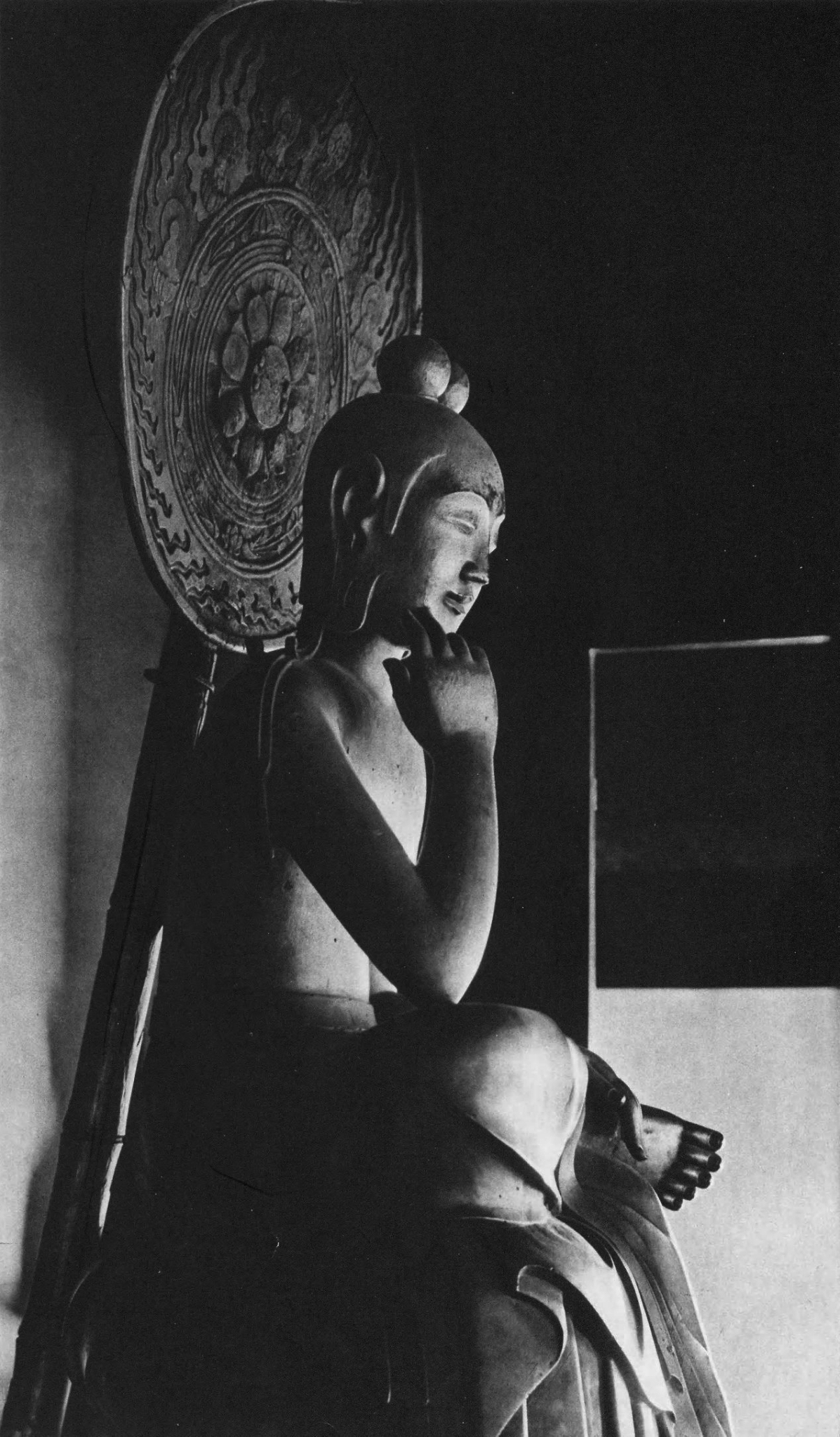
Miroku Bodhisattva

Als traditionelles Gründungsdatum des Chūgū-ji gilt das Jahr 621, in dem Anahobe-no-Hashihito (穴穂部間人), die Gemahlin des Yōmei-tennō, verstarb und ihr Sohn, Shōtoku-Taishi, ihre Residenz in der Provinz Yamato einen Tempel umgewidmet haben soll. Durch seine geographische und administrative Nähe zum Hōryū-ji gehörte der Chūgū-ji stets zur selben buddhistischen Gruppierung, der der Hōryū-ji angehörte, also zunächst Sanron-shū, danach Hossō-shū, ab der Kamakura-Zeit Shingon-shū und schließlich seit 1951 Shōtoku-shū.
Es liegen allerdings bis zur Erneuerung des Tempels durch den Risshū-Mönch Eison (叡尊; 1201–1290) und die Nonne Shinnyo (信如; 1211–?) im 13. Jahrhundert so gut wie keine Quellen zu seiner Geschichte vor. Man geht dennoch davon aus, dass der Tempel die längste Zeit seiner Geschichte als aktives Kloster für buddhistische Nonnen fungierte. Im Laufe der Zeit wurde die Kaiseringemahlin Hashihito zur Schutzheiligen des Tempels stilisiert. Das berühmteste Beispiel hierfür ist das 1254 am Hōryū-ji angefertigte Mandala Shōkō mandarazu (聖皇曼荼羅図), in dem sie gemäß der Theorie der Kami als manifeste Buddhas als Buddha Amida dargestellt wird.

## Kulturgüter
Zu den berühmtesten kulturellen Artefakten am Chūgū-ji gehört eine als Honzon des Tempels fungierende Statue aus der späteren Asuka-Zeit, die den sitzenden Bodhisattva Miroku darstellt und aus Holz des Campherbaums und der Hinoki-Scheinzypresse gefertigt ist.
Ebenfalls von großer Bekanntheit ist das Tenjukoku-Mandala (天寿国曼荼羅, Tenjukoku-mandara), das angeblich auf Befehl der Gemahlin von Prinz Shōtoku, der Dame Tachibana, nach seinem Tod durch ihre Kammerfrauen angefertigt wurde. Diese älteste bekannte Seidenstickerei aus Japan ist nur noch als Fragment erhalten und zeigt das jenseitige Leben des Prinzen im Land des ewigen Lebens (tenjukoku). Im Tempel selbst wird nur eine Replik ausgestellt.
Sowohl die Statue als auch das Mandala sind Nationalschätze Japans.